# Caloveto
Caloveto község (comune) Olaszország Calabria régiójában, Cosenza megyében.

## Fekvése
A megye keleti részén fekszik. Határai: Calopezzati, Cropalati, Longobucco, Pietrapaola

## Története
A települést a 9. században alapították a vidékre települő szerzetesek. A 19. század elején, a feudalizmus felszámolásával a Nápolyi Királyságban önálló község lett. 1928-1934 között Cropalati része volt.

## Népessége
A népesség számának alakulása:

## Főbb látnivalói
- Madonna del Carmine-templom